# Ertuğrul Ersoy
Ertuğrul Ersoy (Gölcük, 13 febbraio 1997) è un calciatore turco, difensore del Bursaspor.

## Carriera

### Club
Cresciuto nel settore giovanile del Bursaspor, dopo una breve esperienza in prestito al Yeşil Bursa, ha esordito in prima squadra il 29 ottobre 2014, nella partita di Coppa di Turchia vinta per 2-0 contro il Büyükçekmece Tepecikspor.

### Nazionale
Ha giocato in tutte le nazionali giovanili turche, esordendo con l'under-21 il 1º settembre 2016, in occasione della partita di qualificazione all'Europeo 2017 persa per 0-1 contro Cipro, giocando da titolare e venendo espulso al 98º minuto.

## Statistiche

### Presenze e reti nei club
Statistiche aggiornate all'8 febbraio 2025.
| Stagione         | Squadra          | Campionato       | Campionato | Campionato | Coppe nazionali | Coppe nazionali | Coppe nazionali | Coppe continentali | Coppe continentali | Coppe continentali | Altre coppe | Altre coppe | Altre coppe | Totale | Totale |
| Stagione         | Squadra          | Comp             | Pres       | Reti       | Comp            | Pres            | Reti            | Comp               | Pres               | Reti               | Comp        | Pres        | Reti        | Pres   | Reti   |
| ---------------- | ---------------- | ---------------- | ---------- | ---------- | --------------- | --------------- | --------------- | ------------------ | ------------------ | ------------------ | ----------- | ----------- | ----------- | ------ | ------ |
| gen.-giu. 2014   | Yeşil Bursa      | 3. Lig           | 8          | 0          | TK              | -               | -               | -                  | -                  | -                  | -           | -           | -           | 8      | 0      |
| 2014-2015        | Bursaspor        | SL               | 8          | 0          | TK              | 7               | 0               | -                  | -                  | -                  | -           | -           | -           | 15     | 0      |
| 2015-2016        | Çaykur Rizespor  | SL               | 11         | 0          | TK              | 10              | 0               | -                  | -                  | -                  | -           | -           | -           | 21     | 0      |
| 2016-2017        | Bursaspor        | SL               | 20         | 1          | TK              | 7               | 0               | -                  | -                  | -                  | -           | -           | -           | 27     | 1      |
| 2017-2018        | Bursaspor        | SL               | 19         | 2          | TK              | 4               | 0               | -                  | -                  | -                  | -           | -           | -           | 13     | 1      |
| 2018-2019        | Bursaspor        | SL               | 30         | 1          | TK              | 0               | 0               | -                  | -                  | -                  | -           | -           | -           | 30     | 1      |
| Totale Bursaspor | Totale Bursaspor | Totale Bursaspor | 77         | 4          |                 | 18              | 0               |                    | -                  | -                  |             | -           | -           | 95     | 4      |
| 2019-2020        | Le Havre         | L2               | 20         | 0          | CF+CdL          | 1+0             | 0               | -                  | -                  | -                  | -           | -           | -           | 21     | 0      |
| 2020-gen. 2021   | Le Havre         | L2               | 14         | 0          | CF              | 0               | 0               | -                  | -                  | -                  | -           | -           | -           | 14     | 0      |
| Totale Le Havre  | Totale Le Havre  | Totale Le Havre  | 34         | 0          |                 | 1               | 0               |                    | -                  | -                  |             | -           | -           | 35     | 0      |
| gen.-giu. 2021   | Gaziantep        | SL               | 6          | 0          | TK              | -               | -               |                    | -                  | -                  | -           | -           | -           | 6      | 0      |
| 2021-2022        | Gaziantep        | SL               | 23         | 0          | TK              | 3               | 0               |                    | -                  | -                  | -           | -           | -           | 26     | 0      |
| 2022-gen. 2023   | Gaziantep        | SL               | 18         | 2          | TK              | 2               | 1               |                    | -                  | -                  | -           | -           | -           | 20     | 3      |
| gen.-giu. 2023   | İstanbulspor     | SL               | 5          | 0          | TK              | -               | -               |                    | -                  | -                  | -           | -           | -           | 5      | 0      |
| 2023-2024        | Gaziantep        | SL               | 17         | 1          | TK              | 4               | 0               |                    | -                  | -                  | -           | -           | -           | 21     | 1      |
| 2024-2025        | Gaziantep        | SL               | 15         | 1          | TK              | 4               | 0               |                    | -                  | -                  | -           | -           | -           | 19     | 1      |
| Totale Gaziantep | Totale Gaziantep | Totale Gaziantep | 79         | 4          |                 | 13              | 1               |                    | -                  | -                  |             | -           | -           | 92     | 5      |
| Totale carriera  | Totale carriera  | Totale carriera  | 214        | 8          |                 | 42              | 1               |                    | -                  | -                  |             | -           | -           | 256    | 9      |

### Cronologia presenze e reti in nazionale
| Cronologia completa delle presenze e delle reti in nazionale ― Turchia | Cronologia completa delle presenze e delle reti in nazionale ― Turchia | Cronologia completa delle presenze e delle reti in nazionale ― Turchia | Cronologia completa delle presenze e delle reti in nazionale ― Turchia | Cronologia completa delle presenze e delle reti in nazionale ― Turchia | Cronologia completa delle presenze e delle reti in nazionale ― Turchia | Cronologia completa delle presenze e delle reti in nazionale ― Turchia | Cronologia completa delle presenze e delle reti in nazionale ― Turchia |
| Data                                                                   | Città                                                                  | In casa                                                                | Risultato                                                              | Ospiti                                                                 | Competizione                                                           | Reti                                                                   | Note                                                                   |
| ---------------------------------------------------------------------- | ---------------------------------------------------------------------- | ---------------------------------------------------------------------- | ---------------------------------------------------------------------- | ---------------------------------------------------------------------- | ---------------------------------------------------------------------- | ---------------------------------------------------------------------- | ---------------------------------------------------------------------- |
| 11-10-2018                                                             | Rize                                                                   | Turchia                                                                | 0 – 0                                                                  | Bosnia ed Erzegovina                                                   | Amichevole                                                             | -                                                                      | 82’                                                                    |
| 20-11-2018                                                             | Adalia                                                                 | Turchia                                                                | 0 – 0                                                                  | Ucraina                                                                | Amichevole                                                             | -                                                                      | 54’                                                                    |
| Totale                                                                 |                                                                        | Presenze                                                               | 2                                                                      |                                                                        | Reti                                                                   | 0                                                                      |                                                                        |

| Cronologia completa delle presenze e delle reti in nazionale ― Turchia under 21 | Cronologia completa delle presenze e delle reti in nazionale ― Turchia under 21 | Cronologia completa delle presenze e delle reti in nazionale ― Turchia under 21 | Cronologia completa delle presenze e delle reti in nazionale ― Turchia under 21 | Cronologia completa delle presenze e delle reti in nazionale ― Turchia under 21 | Cronologia completa delle presenze e delle reti in nazionale ― Turchia under 21 | Cronologia completa delle presenze e delle reti in nazionale ― Turchia under 21 | Cronologia completa delle presenze e delle reti in nazionale ― Turchia under 21 |
| Data                                                                            | Città                                                                           | In casa                                                                         | Risultato                                                                       | Ospiti                                                                          | Competizione                                                                    | Reti                                                                            | Note                                                                            |
| ------------------------------------------------------------------------------- | ------------------------------------------------------------------------------- | ------------------------------------------------------------------------------- | ------------------------------------------------------------------------------- | ------------------------------------------------------------------------------- | ------------------------------------------------------------------------------- | ------------------------------------------------------------------------------- | ------------------------------------------------------------------------------- |
| 1-9-2016                                                                        | Ankara                                                                          | Turchia under 21                                                                | 0 – 1                                                                           | Cipro under 21                                                                  | Qual. Europeo Under-21 2017                                                     | -                                                                               | 98’                                                                             |
| 10-11-2016                                                                      | Berlino                                                                         | Germania under 21                                                               | 1 – 0                                                                           | Turchia under 21                                                                | Amichevole                                                                      | -                                                                               | 56’                                                                             |
| 31-8-2017                                                                       | Praga                                                                           | Rep. Ceca under 21                                                              | 1 – 1                                                                           | Turchia under 21                                                                | Amichevole                                                                      | -                                                                               |                                                                                 |
| 5-9-2017                                                                        | Oud-Heverlee                                                                    | Belgio under 21                                                                 | 0 – 0                                                                           | Ungheria under 21                                                               | Qual. Europeo Under-21 2019                                                     | -                                                                               |                                                                                 |
| 5-10-2017                                                                       | Larnaca                                                                         | Cipro under 21                                                                  | 2 – 1                                                                           | Turchia under 21                                                                | Qual. Europeo Under-21 2019                                                     | -                                                                               |                                                                                 |
| 10-10-2017                                                                      | Istanbul                                                                        | Turchia under 21                                                                | 0 – 0                                                                           | Ungheria under 21                                                               | Qual. Europeo Under-21 2019                                                     | -                                                                               |                                                                                 |
| 10-11-2017                                                                      | Ta' Qali                                                                        | Malta under 21                                                                  | 0 – 1                                                                           | Turchia under 21                                                                | Qual. Europeo Under-21 2019                                                     | -                                                                               | 70’                                                                             |
| 14-11-2017                                                                      | Istanbul                                                                        | Turchia under 21                                                                | 1 – 2                                                                           | Belgio under 21                                                                 | Qual. Europeo Under-21 2019                                                     | -                                                                               | 93’                                                                             |
| Totale                                                                          |                                                                                 | Presenze                                                                        | 8                                                                               |                                                                                 | Reti                                                                            | 0                                                                               |                                                                                 |